# По Низам
По Низам — четвёртый сольный альбом рэп-исполнителя Зануды, выпущенный 28 апреля 2014 года. Гостями альбома стали Guf, Ангелина Рай, Виктория Победа, Тато, Дым, Амир, Звонкий и Дарья Столбова.
В день релиза альбом занял первое место по цифровым продажам в российском iTunes Store среди всех альбомов.

## Предыстория
В конце 2012 года, после выхода альбома Старые тайны, ещё под псевдонимом Птаха, Давид заявил, что в скором времени выйдет альбом Зануды, а перед ним выйдет мини-альбом «Фитовой» состоящий из совместных песен с разными артистами. В итоге дата выхода «Фитового» переносилась несколько раз, и до сих пор релиз не состоялся. Релиз альбома «По Низам» переносился несколько раз. Сначала датой релиза была осень 2013, потом зима 2013, затем была названа дата 17 апреля.
30 августа 2013 года в свет выходит первый сингл альбома с названием «Порно История», с гостевым припевом Амира. Далее 25 ноября 2013 года выходит второй сингл альбома и к нему клип под названием «Талая Вода», с гостевым припевом Ангелины Рай. Но по каким-то причинам трек в альбоме не появился. 28 февраля в сети появляется обложка и треклист альбома, а 24 марта 2014 года Зануда выкладывает семплер альбома По Низам. 28 апреля 2014 года состоялся релиз альбома. Ренее Давид писал о том, что альбома в свободном скачивании не будет, его можно будет только приобрести в iTunes. Сенсацией стал трек «Город-Убийца», записанный вместе с Guf’ом, после событий распада группы Centr и их скандала. Это их первая совместная работа впервые за пять лет их ссоры.

## Синглы
«Порно История» — первый сингл Зануды из альбома «По Низам» с гостевым припевом от Амира, участника группы «Легенды Про…».
«Талая Вода» — второй сингл из альбома «По Низам», на который было снято стрит-видео. И в конечном итоге трек в альбоме не появился. Припев в этом треке исполнила Ангелина Рай, а также припевы во многих треках в альбоме.

## Видеоклипы
- 2014 — «Плен»
- 2014 — «Город Убийца»
- 2016 — «Фарфор»

## Список композиций
Все тексты написаны Занудой.
| №                   | Название                                         | Текст песни         | Музыка              | Длительность |
| ------------------- | ------------------------------------------------ | ------------------- | ------------------- | ------------ |
| 1.                  | «Начало» (feat. Ангелина Рай)                    | Зануда,             | Cosmobeat           | 2:33         |
| 2.                  | «Скит порно индустрия» (feat. TheBoom)           | Зануда              | Ahimas              | 0:41         |
| 3.                  | «Порно История» (feat. Амир)                     | Зануда              | Ahimas              | 4:03         |
| 4.                  | «С Логотипом Высотки» (feat. Ангелина Рай, Тато) | Зануда              | Cosmobeat           | 4:32         |
| 5.                  | «Скит от Пуговки»                                | Зануда              | Ahimas              | 1:12         |
| 6.                  | «Грязный трек» (feat. Виктория Победа, Звонкий)  | Зануда              | Ahimas              | 3:33         |
| 7.                  | «Плен» (feat. Тато, Ангелина Рай)                | Зануда              | Ahimas              | 4:17         |
| 8.                  | «Город-Убийца» (feat. Guf)                       | Зануда              | Ahimas              | 3:31         |
| 9.                  | «Но»                                             | Зануда              | Dosovski prod.      | 2:32         |
| 10.                 | «Скит от Бориса»                                 | Зануда              | Ahimas              | 1:48         |
| 11.                 | «Фарфор»                                         | Зануда              | G-Ponik             | 3:12         |
| 12.                 | «По Низам»                                       | Зануда              | Ahimas              | 3:59         |
| 13.                 | «Ретро» (feat. Даша Столбова)                    | Зануда              | G-Ponik             | 3:28         |
| 14.                 | «Скит о Былом» (feat. Ahimas)                    | Зануда              | Ahimas              | 1:47         |
| 15.                 | «10 %»                                           | Зануда              | Cosmobeat           | 3:47         |
| 16.                 | «Инфа» (feat. Дым)                               | Зануда              | Ahimas              | 2:46         |
| 17.                 | «Так сложилось» (feat. Амир)                     | Зануда              |                     | 2:48         |
| 18.                 | «Край» (feat. Ангелина Рай)                      | Зануда              | Cosmobeat           | 2:34         |
| Общая длительность: | Общая длительность:                              | Общая длительность: | Общая длительность: | 53:12        |

Примечания
- Минус трека «10 %» использовался для записи приглашений на концерт Зануды 26 ноября 2013 года.
- К трекам «Порно История» и «По Низам» нарисованы комиксы, которые будут вложены в CD носители, как оформление альбома.
- Трек «10 %» посвящён бывшему составу лейбла «ЦАО Records» (в плохом смысле). В треке Давид рассказывает о бывших друзьях и коллегах по лейблу «ЦАО», в том числе: Костя Бес, Стриж и другие.
- В некоторых треках из альбома появляются слова из фильма «Волк с Уолл-стрит», с авторским переводом от 5Плюх.
- Трек «Талая Вода» не вошёл в альбом из-за разногласий с выпускающей компанией трека.

## Участники записи
- Cosmobeat[7] — автор музыки (трек 1, 4, 15, 18)
- G-Ponik — автор музыки (трек 11, 13)
- Ahimas — автор музыки (трек 3, 6, 7, 8, 12, 16 и автор музыки использованной в скитах), гостевой артист (трек 14)
- Ангелина Рай — гостевой артист (трек 1, 4, 7, 18)
- Guf — гостевой артист (трек 8)
- Амир — гостевой артист (трек 3, 17)
- Дым — гостевой артист (трек 16)
- Тато — гостевой артист (трек 4, 7)
- Даша Столбова — гостевой артист (трек 13)
- Виктория Победа — гостевой артист (трек 6)
- Звонкий — гостевой артист (трек 6, 16)
- TheBoom — гостевой артист и сведение (трек 2)
- Boris («Н. П.М») — гостевой артист (трек 10)
- Cleartrack Studio — сведение, мастеринг
- Mastas — оформление альбома

## История релиза
| Страна | Дата           | Формат                   | Лейбл       |
| ------ | -------------- | ------------------------ | ----------- |
| Россия | 28 апреля 2014 | CD, цифровая дистрибуция | ЦАО Records |